# Skackletjärnen
Skackletjärnen är en sjö i Dals-Eds kommun i Dalsland och ingår i Göta älvs huvudavrinningsområde. Skackletjärn ligger i Trestickla-Boksjön Natura 2000-område.